# 가리와노정
가리와노정(刈和野町)은 아키타현 센보쿠군에 설치되었던 정이다. 현재의 다이센시에 해당한다.